# برونو شميت
برونو شميت هو طاهي بلجيكي، ولد في 1968 في بلجيكا.